# Chietla
Chietla è una municipalità dello stato di Puebla, nel Messico centrale, il cui capoluogo è la località omonima.
Conta 33.935 abitanti (2010) e ha una estensione di 325,28 km². 	 	
Il significato del nome della località in lingua nahuatl è luogo vicino alla cosa amara, per i campi piantati con palme da dattero, che secernono un sale amaro.